# マウス――アウシュヴィッツを生きのびた父親の物語
『マウス――アウシュヴィッツを生きのびた父親の物語』（ - をいきのびたちちおやのものがたり、原題：Maus: A Survivor's Tale）は、アート・スピーゲルマンによるアメリカ合衆国の漫画（オルタナティヴ・コミック、グラフィックノベル）。
ホロコーストの時代を漫画特有の表現を駆使して新しい視点から描き、漫画作品では初めてピューリッツァー賞を受賞した（1992年、特別賞）。1986年に第1巻が出版され、続編となる第2巻が1992年に出版、その後両者を合本した完全版が1996年に出版された。日本語版は、1991年に第1巻、1994年に第2巻、2020年に完全版がそれぞれ出版された。

## あらすじ
第1巻 副題 My Father Bleeds History
ニューヨークでアメコミ作家として生計を立てていたユダヤ人である作者の父は、アウシュヴィッツから生還した数少ない人間の1人であった。彼の語る戦時下のヨーロッパと現代のニューヨークを行き来しながら、父と子の微妙な関係、戦時下のユダヤ人の緊張と捕らえられるまでが描かれる。
第2巻 副題 And Here My Troubles Began
ついに捕らえられた作者の父は、奇跡的にアウシュヴィッツを生き延びて生還する。その一方で、作者の母は精神を病んでしまう。戦争が歪ませた家族のその後と、それを父の口から聞き取り描く作者の苦悩が描かれる。

## 主な登場人物
アート・スピーゲルマン (Arthur "Art, Artie" Spiegelman)
作者。ポーランド系ユダヤ人の漫画家。父の体験を作品として残すためにインタビューを行い、その過程で両親との葛藤、迷いが明らかになっていく。第2巻では1巻の成功によりさらなる葛藤を抱え込む過程も描かれる。作中ではベストを着用しており、彼のトレードマークとなっている。
ヴラデック・スピーゲルマン (Vladek Spiegelman)
アートの父。戦後にアメリカへ移住したポーランド系ユダヤ人。若い頃はルドルフ・バレンチノのようなハンサムと言われていた。貧しい家庭の出身だったが、頭が良く商才に長けていたので、工場の経営者として成功する。だがドイツのポーランド侵攻により、全てを失い、妻と共に国外逃亡を図るが、騙されてアウシュヴィッツに送られる。才覚と運で生き残ったが、現代では度を超した吝嗇と頑固さで後妻や息子夫婦を悩ませる様子も描かれている。渡米して間もない頃、仕事場の黒人社員から置き引きの被害にあった経験により、黒人に対して強い不信感を抱いている。心臓を患っており、幾度となく発作を起こしている。1982年、持病の心疾患が悪化し、うっ血性心不全によって息を引き取る。
アンジャ・ザイルバーバーグ (Anja Zylberberg)
ヴラデクの妻でアートの母。ポーランド系ユダヤ人。裕福な家庭の出身で、学校でも指折りの優等生だったが、長男リチュー出産後にはうつ病を患うなど神経質な性分でもあった。夫と共にアウシュヴィッツから生還を果たしたが、戦争で多くの家族や親戚を失ったトラウマからは逃れられず、PTSDに陥る。1968年に遺言も残さず、自宅の浴槽で自殺を図った。作中に挿入されたコミック『地獄惑星の囚人』の中でこのことについて触れられている。
マーラ・スピーゲルマン (Mala Spiegelman)
ヴラデクの再婚相手。ポーランド系ユダヤ人。戦前からの夫妻の共通の友人で、同様に収容所からの生還者。ヴラデクのあまりの倹約家ぶりに悩まされている。収容所からの生存者にもかかわらず、作中では、彼女に関するエピソードが少しも描写されなかった。
フランソワーズ・モリー (Françoise Mouly)
アートの妻。フランス人だが、結婚に伴いユダヤ教に改宗している。夫同様、舅に振り回されている。ボーダー柄のVネックTシャツにスカーフがトレードマーク。
リチュー・スピーゲルマン (Richieu Spiegelman)
ヴラデクとアンジャの長男、アートの兄。1937年生まれ。後に戦争を恐れた両親によって叔母の元に預けられるが、収容所行きを恐れた叔母の無理心中により死亡。第2巻冒頭には献辞と共に彼の写真が掲載されている。

## 表現上の特徴
作中に登場する人物を人種ごとに異なった動物で描き分けていることが本作の大きな特徴である。主な人種表現は以下の通り。
- ユダヤ人…鼠
鼠をユダヤ人のメタファーとする表現方法は、かつてナチスのプロパガンダ作品などで用いられていたものである[1][2]。
- ドイツ人…猫
第2巻後半でドイツ人女性とユダヤ人男性の夫婦が描かれるが、妻は縞猫、2人の間の子供は縞模様の鼠となっている。
- ポーランド人…豚
- アメリカ人…犬
肌の色によって異なる犬種となる。白人系は白犬でアフリカ系は黒犬となっている。
- フランス人…蛙
英語の俗語ではフランス人を軽蔑的に蛙（frog）と呼ぶ（フランスには蛙を食用にする文化が存在するため）。
- スウェーデン人…トナカイ
第2巻に登場。女性にも角が生えている。
- ロマ…蝶
- イギリス人…魚

## 書籍情報

### 原書
- 『Maus I: A Survivor's Tale: My Father Bleeds History』（Pantheon Books, August, 1986, ISBN 978-0394747231）
- 『Maus II: A Survivor's Tale: And Here My Troubles Began』（Pantheon Books, September, 1992, ISBN 978-0679729778）
  - 『Maus I & II Paperback Box Set』（Pantheon Books, October, 1993, ISBN 978-0679748403）
- 『The Complete Maus』（Pantheon Books, November, 1996, ISBN 978-0679406419）

### 翻訳
- 『マウス――アウシュヴィッツを生きのびた父親の物語』（晶文社、1991年8月、ISBN 978-4-7949-2300-4）
- 『マウスII――アウシュヴィッツを生きのびた父親の物語』（晶文社、1994年8月、ISBN 978-4-7949-6177-8）
- 『完全版 マウス――アウシュヴィッツを生きのびた父親の物語』（パンローリング、2020年5月、ISBN 978-4-7759-4221-5）

## 論争
スピーゲルマンは、スティーヴン・スピルバーグによるアメリカ物語をナチス関連のメタファーなどからマウスを模倣していると発言した。